# ArcelorMittal
ArcelorMittal je největší producent oceli na světě s více než 315 000 zaměstnanci a výrobními závody v 60 zemích světa včetně Česka. V roce 2009 společnost vyrobila 71,1 mil. tun oceli, což bylo cca 6 % celosvětové výroby. Oproti 101,7 mil. tun vyrobeným v roce 2008 to byl výrazný pokles produkce, který byl způsoben globální ekonomickou krizí. V roce 2009 také výrazně poklesl čistý zisk společnosti, a to na 118 mil. USD (oproti 1,07 mld. USD v roce 2008).
Společnost vznikla v roce 2006 po převzetí lucemburské ocelářské firmy Arcelor společností Mittal Steel Company, kterou vlastnil indický průmyslník Lakšmí Mittal. V roce 2009 byla společnost na 28. místě na světě v žebříčku firem podle výše obratu, který je uveřejňován jako Fortune Global 500. Společnost má hlavní sídlo v Lucemburku, hlavním městě Lucemburska, v budově původního sídla společnosti Arcelor.
Akcie společnosti se obchodují na akciových burzách v New Yorku (NYSE), Paříži, Amsterdamu, Lucembursku, Bruselu a Madridu. Majoritním akcionářem je Lakšmí Mittal.
V Česku vlastnil ArcelorMittal dceřinou společnost ArcelorMittal Ostrava, která působila v areálu ostravské Nové hutě. Původní Nová huť a.s. byla převzata v únoru 2005 společností Mittal Steel Company a přejmenována na Mittal Steel Ostrava a.s. Po vzniku holdingu ArcelorMittal dostala ostravská společnost v srpnu 2007 název ArcelorMittal Ostrava a.s. V roce 2018 společnost oznámila záměr prodat ostravský závod. Důvodem byl záměr odkoupit hutě Ilva v jihoitalském Tarantu, pro což byl potřeba souhlas Evropské komise. Ta si za podmínku stanovila odprodání jiných ocelářských podniků, čímž by, dle jejich názoru, měla být zachována spravedlivá hospodářská soutěž. V roce 2019 tak byla Nová huť společně s dalšími šesti podniky po Evropě prodána za 740 milionů eur koncernu Liberty House Group. 